# Puritan Motor Company
Die Puritan Motor Company war ein kurzlebiger Automobilhersteller in den Vereinigten Staaten und einer von mehreren, die Automobile der Marke Puritan herstellten.

## Beschreibung
Das Unternehmen mit Sitz in Chicago (Illinois) war von 1913 bis 1914 aktiv und spezialisierte sich auf Cyclecars.
Gegründet wurde die Puritan Motor Company von F. P. Choate, vormals Präsident der Kissel Motor Car Company in Hartford (Wisconsin), sowie weiteren Geschäftsleuten aus Chicago. Sie sahen richtig voraus, dass Cyclecars in den USA einen Boom erleben würde. In diesem Markt sollte der von Choate entworfene Puritan bestehen können. Ein Export nach Europa war vorgesehen. Die Firma startete mit einem Kapital von 150.000 US-Dollar.

## Technik
Im Vorfeld anzumerken ist, dass der Hersteller das Fahrzeug zwar als Cyclecar bezeichnete, es allerdings die Kriterien nicht erfüllte. Der Zweizylindermotor hatte 88,9 mm Zylinderbohrung, 93,218 mm Kolbenhub und somit 1157 cm³ Hubraum. Das Limit für Cyclecars lag aber bei 1100 cm³ Hubraum.
Der Puritan war tatsächlich, anders als viele Konkurrenten, ein seriös konstruiertes Leichtfahrzeug. Er hatte einen vorne liegenden Zweizylindermotor von DeLuxe mit 10 PS (nach damaliger Berechnungsart). Das Fahrgestell war mit einem Radstand von 2743 mm (108 Zoll) ausreichend groß und mit einer Spur von 1067 mm (42 Zoll) breit genug, um zwei Passagieren nebeneinander Platz zu bieten. Auch das war keine Selbstverständlichkeit; viele Cyclecars wiesen eine Tandem-Anordnung mit hintereinander liegenden Einzelsitzen auf. Die Kraftübertragung erfolgte klassenkonform über einen Riemen auf die Hinterachse. Unkonventionell war hingegen das Zweigang-Planetengetriebe. Erhältlich war der Puritan nur als Roadster mit "Motorrad"-Kotflügeln, angedeuteter Aerodynamik und einem moderaten Spitzheck. Drahtspeichenräder waren ebenso serienmäßig wie eine Auswahl an Farbtönen. Kalkuliert war ein Verkaufspreis von 350 US-Dollar.

## Prototyp
Der Prototyp war im Herbst 1913 fertiggestellt. Er war kirschrot lackiert mit weißen Akzentstreifen. Choate schickte den Wagen bereits im November 1913 nach Europa, wo er auf den Automobilausstellungen von London und Paris zu sehen war.

## Schnelles Ende
Dass Cyclecars in den Vereinigten Staaten populär würden, hatte das Management richtig erkannt, nicht aber, dass dies, anders als in Europa, kein Trend, sondern nur eine verhältnismäßig kurz andauernde Modeerscheinung sein würde.
Einer der Gründe lag beim 1907 eingeführten Ford Modell T. Als fünfsitziger Touring kostete dieser 1913 ab 600 US-Dollar, bis Ende 1916 war dieser Preis auf 350 US-Dollar gesenkt worden. Beim Zweisitzer war die Entwicklung noch dramatischer: Der Roadster kostete 1913 ab 525 US-Dollar und Ende 1916 mit 345 US-Dollar sogar weniger als der Puritan. Dabei galt der Ford mit seinen Dimensionen, seiner Bauweise und dem Vierzylindermotor mit 20 bhp (14,9 kW) als "ausgewachsenes" Auto.
Choate erwartete, dass nach 1915 "Tausende von Cyclecars" gebaut würden. Das traf anfangs zu, der Markt brach jedoch bereits 1916 ein. Der Puritan bestand gegen die Konkurrenz in seiner Klasse; das Leicht-Automobil verkaufte sich besser als die meisten seiner Mitbewerber. Dass er in eine sich auflösende Marktnische konzipiert wurde, ließ weder dem Auto noch der Firma eine Chance.
Eine Verbindung zur Puritan Motors Company aus Framington (Massachusetts) ist nicht bekannt.